# Grabaț
Grabaț, také Grăbești (německy Grabatz, maďarsky Garabos, Garabacz, Grabac) je vesnice – část obce Lenauheim v župě Timiş, v Banátu, v Rumunsku.

## Historie
Obec Grabaț byla založena v roce 1764. Císařská správa Banátu tehdy nařídila vytvoření nové kolonie. V roce 1769, se v nové osadě usadilo asi 40 rodin švábských osadníků. Po vzoru podobných vesnic byl v centru obce postaven kostel, fara a škola. Jméno Grabaț je slovanského původu a existovalo již v době příchodu německých kolonistů, ale neoznačovalo konkrétní osadu, ale spíše tuto oblast obývanou srbskými chovateli dobytka.